# Lightyear (film)
Lightyear este un film american de animație din 2022 și al cincilea din franciza Povestea jucăriilor. Este produs de studiourile Pixar și distribuit de Walt Disney Pictures. Regizat de Angus MacLane, scris de Jason Headley și Angus MacLane, produs de Galyn Susman cu vocile lui Chris Evans, Keke Palmer, Peter Sohn, Taika Waititi, Dale Soules, James Brolin, Uzo Aduba, Mary McDonald-Lewis, Isiah Whitlock Jr..

## Povestea
Toată lumea îl cunoaște și iubește pe Buzz Lightyear, din franciza Toy Story. Iată că studiourile Pixar vin acum cu o animație doar a lui, care va prezenta aventuroasa lui călătorie... to infinity and beyond (către infinit și dincolo de el)!

## Distribuție
- Chris Evans - Buzz Lightyear
- Keke Palmer - Izzy Hawthorne
- Peter Sohn - Sox
- Taika Waititi - Mo Morrison
- Dale Soules - Darby Steel
- James Brolin - Zurg
- Uzo Aduba - Alisha Hawthorne
- Mary McDonald-Lewis - I.V.A.N.
- Isiah Whitlock Jr. - Commander Burnside
- Angus MacLane - ERIC, DERIC și Zyclops
- Bill Hader - Featheringhamstan
- Efren Ramirez - Airman Diaz